# Andrei Filimon
Andrei Filimon (n. 27 iulie 1977, Constanța, România) este jucător și antrenor de tenis de masă, în prezent fiind antrenorul echipei masculine de tenis de masă a României.

## Biografie
Ca jucător român de tenis de masă, Andrei Filimon este multiplu campion al României și dublu campion european la seniori în proba de dublu mixt. Cel mai înalt loc ocupat de Andrei Filimon în ierarhia mondială este locul 53, în 2008, an în care l-a învins pe campionul mondial en-titre, chinezul Wang Liqin. 
Andrei Filimon a început tenisul de masă la vârsta de șase ani, la Constanța, antrenor fiindu-i tatăl său, Viorel Filimon.  
A obținut primele medalii internaționale la Campionatele Europene de Tineret. În 1991 a câștigat, la Granada, medalia de aur la dublu mixt alături de Antonela Manac și medalia de argint în proba de simplu. În 1994 a câștigat din nou concursul la proba de dublu mixt cu Mihaela Șteff, un an mai târziu ajunge în finala la proba de dublu.
În probele de seniori, Andrei Filimon a fost de trei ori consecutiv campion național al României la simplu din 1995 până în 1997, la dublu a câștigat titlul de opt ori (1995-1997, 1999, 2008-2011),  la dublu mixt a câștigat de patru ori (1996, 2008, 2009, 2011). 
Din 1993, cu excepția anului 2000, a fost prezent la 19 Campionate Mondiale (până în 2016). La Campionatul Mondial, cea mai bună clasare a sa rămâne locul cinci, în 2008, la seniori.
De asemenea, a participat regulat la Campionatele Europene. A câștigat patru medalii la Campionatele Europene în proba de dublu mixt împreună cu Elizabeta Samara, bronz în 2009 și 2013 și aur în 2011 și 2012.

## Cluburi
In afara României, Andrei a jucat în Grecia, la mai multe cluburi din Germania în Bundesliga (Team Galaxis Lübeck ,TTG RS Hoengen ,Müller Würzburger Hofbräu), în Franța la Caen Tennis de Table și în Austria la  SK VÖEST Linz.

## Stil de joc
Cu un stil spetaculos, Andrei Filimon are un joc solid chiar și la distanță mare în spatele mesei. Are un joc ofensiv, cu o lovitura de rever puternica, reușind victorii spectaculoase împotriva lui Chuang Chih-yuan la Campionatul Mondial din Shanghai, împotriva lui Waldner la Bremen, Koji Matsushita la Zagreb si Wang Liqin la Campionatul Mondial de la Guangzhou.

## Participari campionate ITTF[7]
| Federatie | Campionat                       | An   | Localitate     | Țară | Simplu     | Dublu         | Mixt       | Echipe |
| --------- | ------------------------------- | ---- | -------------- | ---- | ---------- | ------------- | ---------- | ------ |
| RO        | Campionatul Balcanic            | 1991 | Sakarya        | TUR  |            |               |            | 1      |
| RO        | Campionatul European            | 2012 | Herning        | DEN  |            | primii 16     |            |        |
| RO        | Campionatul European            | 2008 | St. Petersburg | RUS  |            | Sferturi      |            |        |
| RO        | Campionatul European            | 2003 | Courmayeur     | ITA  |            | Sferturi      |            |        |
| RO        | Campionatul European Dublu Mixt | 2011 | Istanbul       | TUR  |            |               | Aur        |        |
| RO        | Campionatul European Dublu Mixt | 2010 | Subotica       | SRB  |            |               | Sferturi   |        |
| RO        | Campionatul European Dublu Mixt | 2009 | Subotica       | SRB  |            |               | Semifinale |        |
| RO        | Campionatul European -Cadeți    | 1991 | Granada        | ESP  | Argint     |               | Aur        |        |
| RO        | Campionatul European- Juniori   | 1995 | Den Haag       | NED  |            | Argint        |            |        |
| RO        | Campionatul European- Juniori   | 1994 | Paris          | FRA  |            |               | Aur        |        |
| RO        | Pro Tour                        | 2013 | Las Vegas      | USA  | primii 32  |               |            |        |
| RO        | Pro Tour                        | 2012 | Poznań         | POL  | primii 64  |               |            |        |
| RO        | Pro Tour                        | 2011 | Almería        | ESP  | primii 64  |               |            |        |
| RO        | Pro Tour                        | 2011 | Dubai          | UAE  | primii 64  |               |            |        |
| RO        | Pro Tour                        | 2009 | Sheffield      | ENG  | primii 64  |               |            |        |
| RO        | Pro Tour                        | 2008 | Berlin         | GER  | primii 32  |               |            | 5      |
| RO        | Pro Tour                        | 2008 | Velenje        | SVN  | primii 16  | sferturi      |            |        |
| RO        | Pro Tour                        | 2007 | Toulouse       | FRA  | primii 64  | primii 16     |            |        |
| RO        | Pro Tour                        | 2007 | St. Petersburg | RUS  | primii 64  | primii 16     |            |        |
| RO        | Pro Tour                        | 2007 | Salwa Cup      | KUW  | primii 32  |               |            |        |
| RO        | Pro Tour                        | 2007 | Doha           | QAT  |            | primii 16     |            |        |
| RO        | Pro Tour                        | 2007 | Velenje        | SVN  | primii 64  |               |            |        |
| RO        | Pro Tour                        | 2006 | Varșovia       | POL  |            | sferturi      |            |        |
| RO        | Pro Tour                        | 2006 | Bayreuth       | GER  | primii 64  | primii 16     |            |        |
| RO        | Pro Tour                        | 2006 | Belgrad        | SRB  | primii 64  | Aur           |            |        |
| RO        | Pro Tour                        | 2006 | Kuwait City    | KUW  | primii 64  |               |            |        |
| RO        | Pro Tour                        | 2006 | Velenje        | SVN  | primii 32  |               |            |        |
| RO        | Pro Tour                        | 2005 | Göteborg       | SWE  | primii 64  |               |            |        |
| RO        | Pro Tour                        | 2005 | Zagreb         | HRV  | primii 64  |               |            |        |
| RO        | Pro Tour                        | 2005 | Velenje        | SLO  | primii 32  | letzte 16     |            |        |
| RO        | Pro Tour                        | 2004 | Leipzig        | GER  | primii 64  |               |            |        |
| RO        | Pro Tour                        | 2004 | Chicago        | USA  | primii 64  | Viertelfinale |            |        |
| RO        | Pro Tour                        | 2004 | Kairo          | EGY  | primii 16  | letzte 16     |            |        |
| RO        | Pro Tour                        | 2004 | Atena          | GRE  | primii 64  |               |            |        |
| RO        | Pro Tour                        | 2004 | Croația        | HRV  | primii 64  |               |            |        |
| RO        | Pro Tour                        | 2003 | Malmö          | SWE  | primii 64  |               |            |        |
| RO        | Pro Tour                        | 2003 | Bremen         | GER  | primii 64  |               |            |        |
| RO        | Pro Tour                        | 2003 | Croația        | HRV  | primii 64  |               |            |        |
| RO        | Pro Tour                        | 2002 | Eindhoven      | NED  | primii 64  |               |            |        |
| RO        | Pro Tour                        | 2002 | Wels           | AUT  | primii 64  |               |            |        |
| RO        | Pro Tour                        | 2001 | Bayreuth       | GER  |            | sferturi      |            |        |
| RO        | Pro Tour                        | 2001 | Zagreb         | HRV  | primii 64  |               |            |        |
| RO        | Pro Tour                        | 2000 | Zagreb         | HRV  |            | semifinala    |            |        |
| RO        | Pro Tour                        | 1999 | Praga          | CZE  | primii 32  | primii 16     |            |        |
| RO        | Pro Tour                        | 1999 | Zagreb         | HRV  | Rd 1       | Rd 1          |            |        |
| RO        | Pro Tour                        | 1998 | Sundsvall      | SWE  |            | primii16      |            |        |
| RO        | Pro Tour                        | 1998 | Zagreb         | HRV  | primii 16  | Rd 1          |            |        |
| RO        | Pro Tour                        | 1997 | Lyon           | FRA  | primii 32  | letzte 16     |            |        |
| RO        | Campionatul Mondial             | 2013 | Paris          | FRA  | Qual.      | primii 32     | primii 64  |        |
| RO        | Campionatul Mondial             | 2012 | Dortmund       | GER  |            |               |            | 26     |
| RO        | Campionatul Mondial             | 2011 | Rotterdam      | NED  | letzte 128 | primii 64     | primii 32  |        |
| RO        | Campionatul Mondial             | 2010 | Moscova        | RUS  |            |               |            | 22     |
| RO        | Campionatul Mondial             | 2009 | Yokohama       | JPN  | primii 128 | primii 64     | primii 32  |        |
| RO        | Campionatul Mondial             | 2008 | Guangzhou      | CHN  |            |               |            | 8      |
| RO        | Campionatul Mondial             | 2007 | Zagreb         | HRV  | primii 64  | primii 32     | primii 128 |        |
| RO        | Campionatul Mondial             | 2006 | Bremen         | GER  |            |               |            | 9      |
| RO        | Campionatul Mondial             | 2005 | Shanghai       | CHN  | primii 128 | primii 64     |            |        |
| RO        | Campionatul Mondial             | 2004 | Doha           | QAT  |            |               |            | 17     |
| RO        | Campionatul Mondial             | 2003 | Paris          | FRA  | primii 128 | primii 32     | Qual       |        |
| RO        | Campionatul Mondial             | 2001 | Osaka          | JPN  | primii 128 | primii 64     | primii 64  | 29     |
| RO        | Campionatul Mondial             | 1999 | Eindhoven      | NED  | primii 64  | primii 128    | primii 64  |        |
| RO        | Campionatul Mondial             | 1997 | Manchester     | ENG  | primii 64  | primii 32     | primii 64  | 17     |
| RO        | Campionatul Mondial             | 1995 | Tianjin        | CHN  | Qual       | primii 32     | primii 64  | 15     |
| GRE       | Campionatul Mondial             | 1993 | Göteborg       | SWE  | Qual       | Qual          | Qual       | 26     |
| RO        | Cupa Mondilă                    | 2009 | Linz           | AUT  | locul 5    |               |            |        |